# Cristina Scarlat

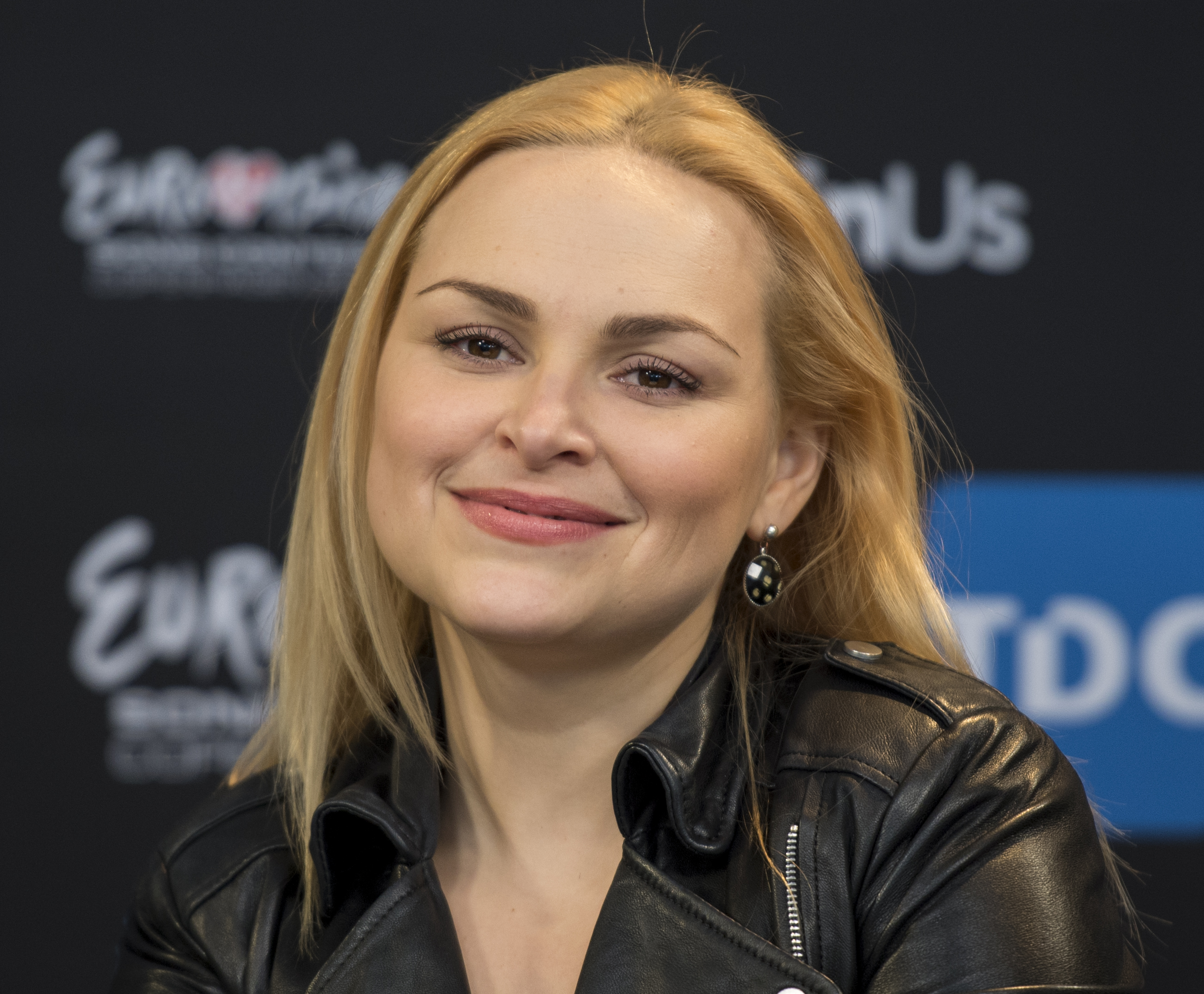
Cristina Scarlat (2014)

Cristina Scarlat (* 3. März 1981 in Chișinău) ist eine moldauische Popsängerin.

## Leben und Wirken
Sie ist seit 2001 in der Musikszene aktiv.
2011 versuchte sie sich bereits beim moldauischen Vorentscheid zum Eurovision Song Contest und belegte Platz 12.
Bei der moldauischen Vorauswahl zum Eurovision Song Contest 2014 konnte sie sich mit der Popballade Wild Soul gegen 15 Konkurrenten in einer Liveshow des Senders TRM durchsetzen und durfte nun beim ersten Halbfinale des Wettbewerbs in Kopenhagen antreten. Sie konnte sich nicht für das Finale qualifizieren und landete auf dem letzten Gesamtplatz.